# Hardwicke Rawnsley
Hardwicke Drummond Rawnsley (29 septembre 1851 - 28 mai 1920) est un pasteur anglican, poète, homme politique local et écologiste. Il est connu à l'échelle nationale et internationale comme l'un des trois fondateurs du National Trust for Places of Historic Interest or Natural Beauty dans les années 1890.
Rawnsley descend d'une lignée de pasteurs de l'Église d'Angleterre, et après avoir brièvement caressé le projet de devenir médecin, il étudie la théologie à Oxford et est ordonné prêtre anglican. Au milieu des années 1870, il travaille avec les pauvres des villes de Londres et de Bristol, avant d'être nommé, en 1877, dans une paroisse rurale du Westmorland, dans le Lake District anglais. Il devient rapidement un militant vigoureux dans la campagne visant à préserver la région d'un développement industriel excessif.
En 1883, Rawnsley est nommé vicaire de Crosthwaite, Cumberland, dans le nord du Lake District. Il reste en poste pendant 34 ans, se faisant connaître localement et nationalement pour ses efforts énergiques pour améliorer la vie des travailleurs. Lui et sa femme fondent la Keswick School of Industrial Art (en), et il mène des campagnes pour rendre l'accès à la campagne accessible à tous. Concluant que les protestations et la législation ne suffisent pas à protéger l'environnement, il rejoint Robert Hunter (fonctionnaire) (en) et Octavia Hill en 1893 pour fonder le National Trust afin de posséder des terres au nom du public. Il est l'un des plus grands et des plus importants propriétaires fonciers de Grande-Bretagne, détenant des terres et des bâtiments pour le compte du peuple britannique.
Rawnsley est un écrivain prolifique, publiant plus de 40 livres, dont des poèmes, des sermons, des études historiques, des récits de voyage et des biographies. Il prend sa retraite en 1917 et s'installe dans le village de Grasmere, dans le sud du Lake District, où il meurt en 1920, à l'âge de 68 ans.

## Biographie

### Premières années

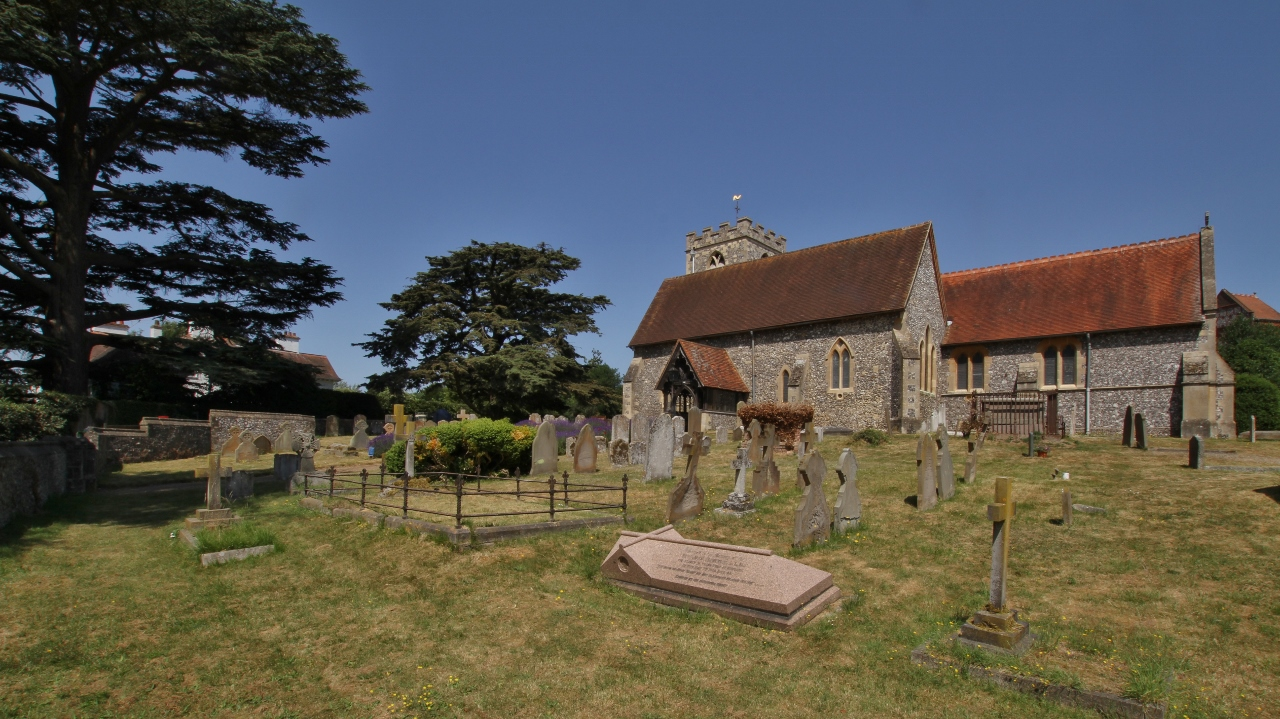
Église paroissiale de Shiplake. Rawnsley est né au presbytère.

Hardwicke Rawnsley - connu de sa famille et de ses intimes sous le nom de "Hardie"  - est né au presbytère de Shiplake, Oxfordshire, le 28 septembre 1851 . Il est le deuxième fils et le quatrième des dix enfants du révérend Robert Drummond Burrell Rawnsley (1817–1882) et de sa femme, Catherine Ann Franklin (1818–1892) . En 1862, Drummond Rawnsley accepte le poste de vicaire de Halton Holegate dans le district de marais du Lincolnshire .
Plus tard en 1862, âgé de onze ans, Rawnsley s'inscrit à l'école d'Uppingham, où son parrain, Edward Thring, est directeur . Thring est une influence majeure sur lui : Rawnsley excelle dans l'athlétisme et la gymnastique, mais Thring encourage son côté esthétique, en particulier ses dons naissants en tant que poète .
En 1869, Thring introduit Rawnsley dans le Lake District, restant dans le village de Grasmere, où William Wordsworth a vécu. Rawnsley en vient rapidement à partager l'enthousiasme manifesté par Wordsworth et d'autres pour le paysage du Lake District .
En 1870, Rawnsley monte au Balliol College d'Oxford, étudiant d'abord des classiques mais passant après deux ans aux sciences naturelles, avec l'intention de devenir médecin ,. Il est au début un étudiant de premier cycle exubérant, excellent en athlétisme et en aviron, et peu consciencieux de ses études . Ses perspectives deviennent plus sérieuses sous l'influence du critique d'art et militant social John Ruskin. Rawnsley fait partie d'un groupe de volontaires de premier cycle - comme Oscar Wilde et Arnold Toynbee - qui entreprennent un travail manuel sous la direction de Ruskin pour améliorer la route et le drainage entre Oxford et le village de Hinksey. Le projet sombre après deux mois lorsque Ruskin part pour Venise, mais pour Rawnsley, ce fut, selon les mots de Griffiths, "qui a changé sa vie, sa conscience sociale s'est éveillée". Il commence à penser que l'Église plutôt que la médecine est sa vocation . En 1874, il obtient un diplôme de troisième classe en sciences naturelles et l'année suivante, il obtient sa maîtrise ès arts .

### Londres et Bristol
Après avoir quitté Oxford, Rawnsley travaille parmi les pauvres des villes de Londres . Il est nommé aumônier laïc au Newport Market Refuge, une auberge pour les démunis, dans la paroisse de St Mary's, Soho, un quartier insalubre de Londres connu pour la prostitution et la pauvreté . Ruskin le présente à Octavia Hill, la pionnière du logement social, et Rawnsley ajoute à sa charge de travail le rôle de collecteur de loyers pour la collègue de Hill, Emma Cons . Sous la pression de ses diverses activités, il souffre d'une dépression nerveuse . À la suggestion de Hill, il se rend dans le Lake District pour récupérer, séjournant d'abord avec ses cousins au château de Wray, Westmorland, puis avec Thring à Grasmere et enfin avec les amis de Hill, la famille Fletcher, dans leur maison près d'Ambleside . La fille aînée de son hôte et hôtesse est Edith Fletcher (1846–1916); elle et Rawnsley sont mutuellement attirés, avec des intérêts communs pour l'art, la littérature et la nature .
En décembre 1875, Rawnsley, sa santé restaurée, est ordonné diacre . Sur la recommandation de Thring, il est nommé au nouveau poste d'aumônier de la mission du Clifton College, exerçant son ministère dans l'une des régions les plus pauvres de Bristol . Au début, il n'y a pas de bâtiment dans lequel les services peuvent être tenus, mais Rawnsley obtient un atelier d'usine désaffecté et le convertit en chapelle . Les autorités ecclésiastiques estiment qu'il va trop loin dans ses efforts pour attirer les jeunes locaux, ne se limitant pas aux services religieux mais organisant un club de tempérance, des matchs de football réguliers et des promenades champêtres le week-end. Il fait campagne pour sauver de la démolition l'église Saint-Werburgh du XIVe siècle . Elle est démontée pierre par pierre et remontée sur un nouveau site . Ses enthousiasmes ne le font pas fait aimer de la hiérarchie conservatrice de l'église de Bristol, mais lorsqu'il quitte son poste en 1877, il reçoit un témoignage de son travail par le maire et d'autres citoyens éminents .

### Vicaire de Wray
En 1877, Rawnsley et Edith Fletcher se fiancent et il commence à faire des plans pour leur vie ensemble . Le domaine de son cousin Edward Rawnsley au château de Wray contient une église paroissiale, St Margaret of Antioch, Low Wray. Le poste de vicaire y est vacant et Edward l'offre à Rawnsley , qui est ordonné prêtre dans la cathédrale de Carlisle le 23 décembre 1877 et prend son poste à Wray .

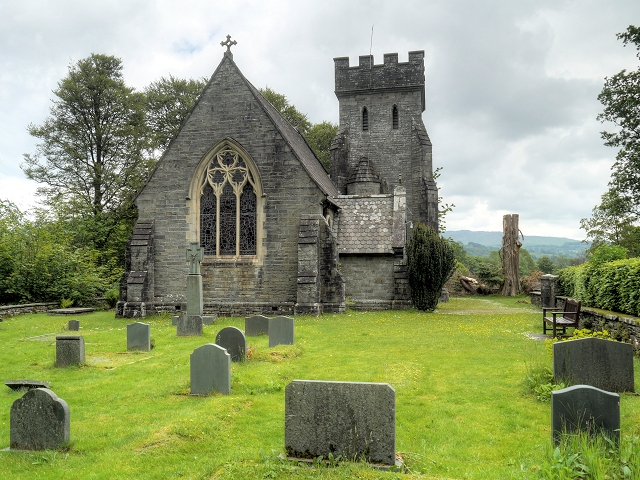
St Margaret, Low Wray, où Rawnsley est vicaire de 1877 à 1883

Rawnsley et Edith se marient dans l'église locale des Fletcher à Brathay en janvier 1878, lors d'un service dirigé par Drummond Rawnsley . Le seul enfant du couple, Noel, est né à Wray en décembre 1880 . Selon le biographe Graham Murphy, "à cause des nombreuses activités et de l'amour des voyages de ses parents [Noel] a subi une enfance quelque peu solitaire".
À cette époque, Ruskin a élu domicile dans le Lake District; depuis 1873, il vit à Brantwood, sur les rives de Coniston Water, à 22 milles de Wray . Il est déjà impliqué dans une campagne de conservation, s'opposant sans succès au barrage de Thirlmere pour créer un réservoir pour la ville de Manchester, à près de 100 miles de là. Rawnsley rend visite à Ruskin fréquemment et en 1880 ils discutent de " comment ajouter le bonheur au sort de l'ouvrier de pays " . Ils conviennent que "les mains oisives devraient avoir quelque chose à faire pour elles par d'autres que le diable… Nous devons apporter de la joie, la joie des yeux et de l'habileté manuelle à nos maisons de campagne" . Ruskin suggère de faire revivre l'ancien métier de filage à la main et de tissage de la laine; Rawnsley, considérant cela irréalisable, opte pour la sculpture sur bois . Il note qu'"une dame a été engagée pour venir de South Kensington pour donner un cours de leçons dans les trois villages, et notre humble industrie domestique dans la région des lacs a été mise sur pied". L'enseignement comprend également des techniques de repoussage du métal, enseignées par le majordome suisse de la maison familiale d'Edith Rawnsley .
La jeune Beatrix Potter passe ses vacances au château de Wray avec ses parents en 1882. Ils rencontrent Rawnsley, qui devient un ami fidèle, en particulier de Beatrix. Ses vues sur la préservation de la beauté naturelle du Lake District ont un effet durable sur elle. Il est le premier auteur publié qu'elle rencontre et il s'intéresse beaucoup à ses dessins, la soutenant dans sa détermination à les faire prendre au sérieux et l'encourageant plus tard à publier son premier livre, Pierre Lapin . Ils restent proches pour le reste de la vie de Rawnsley, et Noel Rawnsley soutient dans ses dernières années que Potter a été le véritable amour de la vie de son père .

### Campagne contre le développement ferroviaire

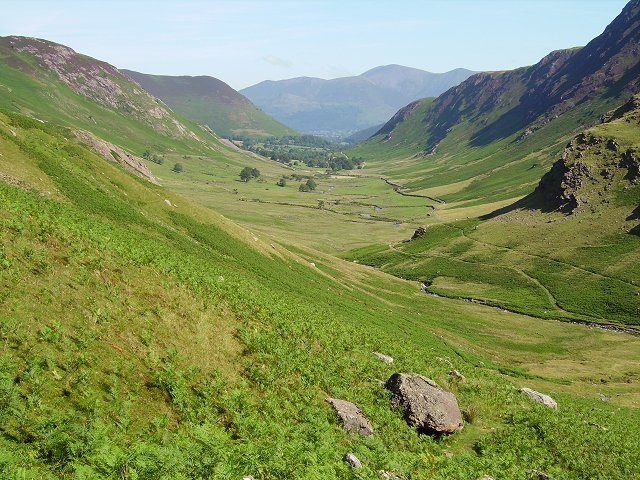
Newlands Valley : Rawnsley a mené avec succès la campagne pour empêcher la construction d'un chemin de fer là-bas en 1883

En 1883, le Parlement approuve un projet de construction d'une ligne de chemin de fer à travers la vallée de Newlands pour transporter l'ardoise des carrières  la vallée était, et est, considérée comme l'une des plus belles et des plus tranquilles du Lake District . Un plan alternatif est proposé, pour aller entre Ennerdale Water et la côte . Rawnsley mène une campagne pour arrêter les deux. Ruskin apporte son soutien, bien qu'après l'échec de sa campagne Thirlmere, il n'est pas optimiste quant au résultat . Rawnsley tient des réunions, fait pression assidûment et écrit prolifiquement aux législateurs et aux journaux.
Rawnsley fonde le Derwentwater and Borrowdale Defence Committee et obtient le soutien de la Commons Preservation Society et de la Kyrle Society, deux organisations de conservation de la campagne, dirigées par des personnalités bien connues, notamment Octavia et Miranda Hill, George Shaw Lefevre, James Bryce et Robert Hunter . Le public y prête attention et les protestations sont si fortes que les projets sont abandonnés. Griffiths écrit que bien qu'il ne soit en aucun cas le seul responsable du succès de la campagne, Rawnsley "est devenu un héros local et national presque du jour au lendemain, et une nouvelle prise de conscience de la préservation du paysage est apparue".
Le succès de la campagne conduit à la formation de la Lake District Defence Society (qui devient plus tard The Friends of the Lake District). Rawnsley propose la fondation de l'organisation lors d'une réunion de la Wordsworth Society en 1883. Il soutient que pour le bien de l'héritage littéraire de Wordsworth, il est nécessaire de protéger le paysage qui l'a inspiré . L'objectif déclaré de la société est "de protéger le Lake District de ces empiètements préjudiciables à son paysage qui sont de temps en temps tentés pour des motifs purement commerciaux ou spéculatifs, sans égard à sa prétention en tant que terrain de loisirs national" . Outre Rawnsley, les membres fondateurs comprennent Ruskin, Robert Browning, le duc de Westminster et Alfred Tennyson, avec qui Rawnsley a un lien familial. En plus de sauver le paysage d'un développement industriel, Rawnsley et ses collègues visent à protéger les droits de passage et l'utilisation des terres communes . La nouvelle société gagne le soutien non seulement de la population locale, mais de toute la Grande-Bretagne, notamment les villes; il y a même un soutien extérieur à la Grande-Bretagne, en particulier des États-Unis .

### Vicaire de Crosthwaite

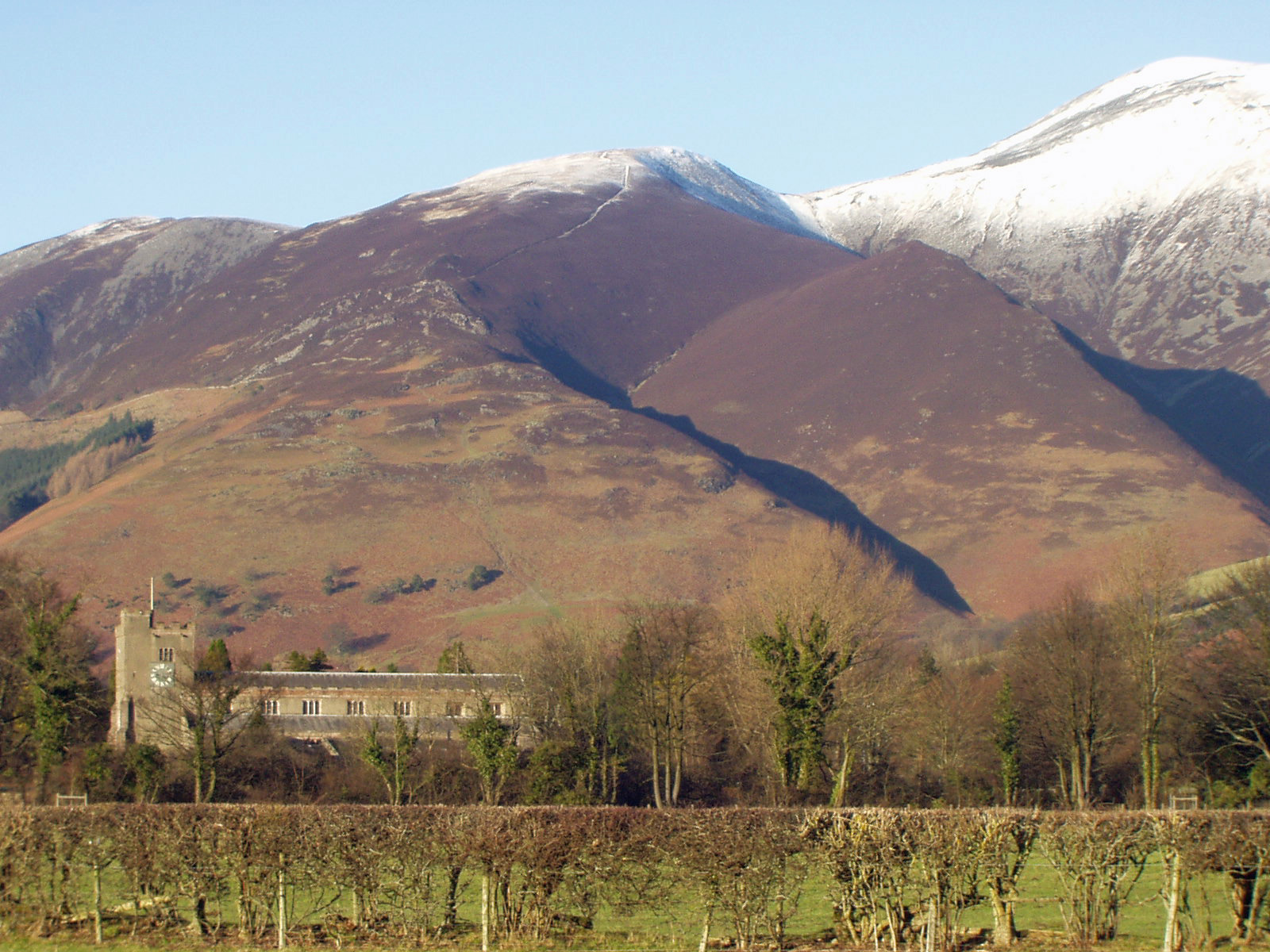
Crosthwaite, avec l'église St Kentigern en bas à gauche

Pendant la formation de la Lake District Defence Society, l'évêque de Carlisle, Harvey Goodwin, offre à Rawnsley le poste de vicaire de l'église St Kentigern, Crosthwaite et doyenné rural de Keswick . Goodwin déclare: "À mon avis, le poste que je vous propose est aussi proche du paradis que n'importe quoi dans ce monde peut l'être". Rawnsley prend ses fonctions en juillet 1883 .
Contrairement à la minuscule paroisse de Wray, qui compte environ 100 habitants, Crosthwaite est importante, avec non seulement St Kentigern mais cinq églises périphériques dans la campagne environnante . La paroisse est fondée au sixième siècle, et il est beaucoup fait appel au sens de l'histoire de Rawnsley . Il fait revivre les symboles traditionnels de St Kentigern - un rouge-gorge, un arbre, une cloche et un saumon avec un anneau dans la bouche - en les incorporant dans le sol en mosaïque de l'église . Il se jette vigoureusement dans la vie paroissiale, "ami à la fois du propriétaire terrien et du batelier, du touriste et du local" selon les mots de Griffiths . Dans le même temps, il continue à faire campagne sur un grand nombre de questions nationales, non seulement en faveur de la conservation, mais aussi en s'opposant à des pratiques telles que la vivisection, les courses de lapins, le piégeage cruel d'animaux et ce qu'il appelle la «chapellerie meurtrière» - le fait de tuer des oiseaux pour utiliser leurs plumes dans des chapeaux . "S'il y avait un comité, il en faisait partie; une fête d'église, il l'ouvrait", commente Griffiths . Un de ses paroissiens l'appelle "le volcan le plus actif d'Europe" . Murphy et Griffiths ajoutent que son zèle réformateur le rendait parfois « intolérablement autoritaire » , son jardinier s'est référé à lui comme un "vieux cochon poivré" .

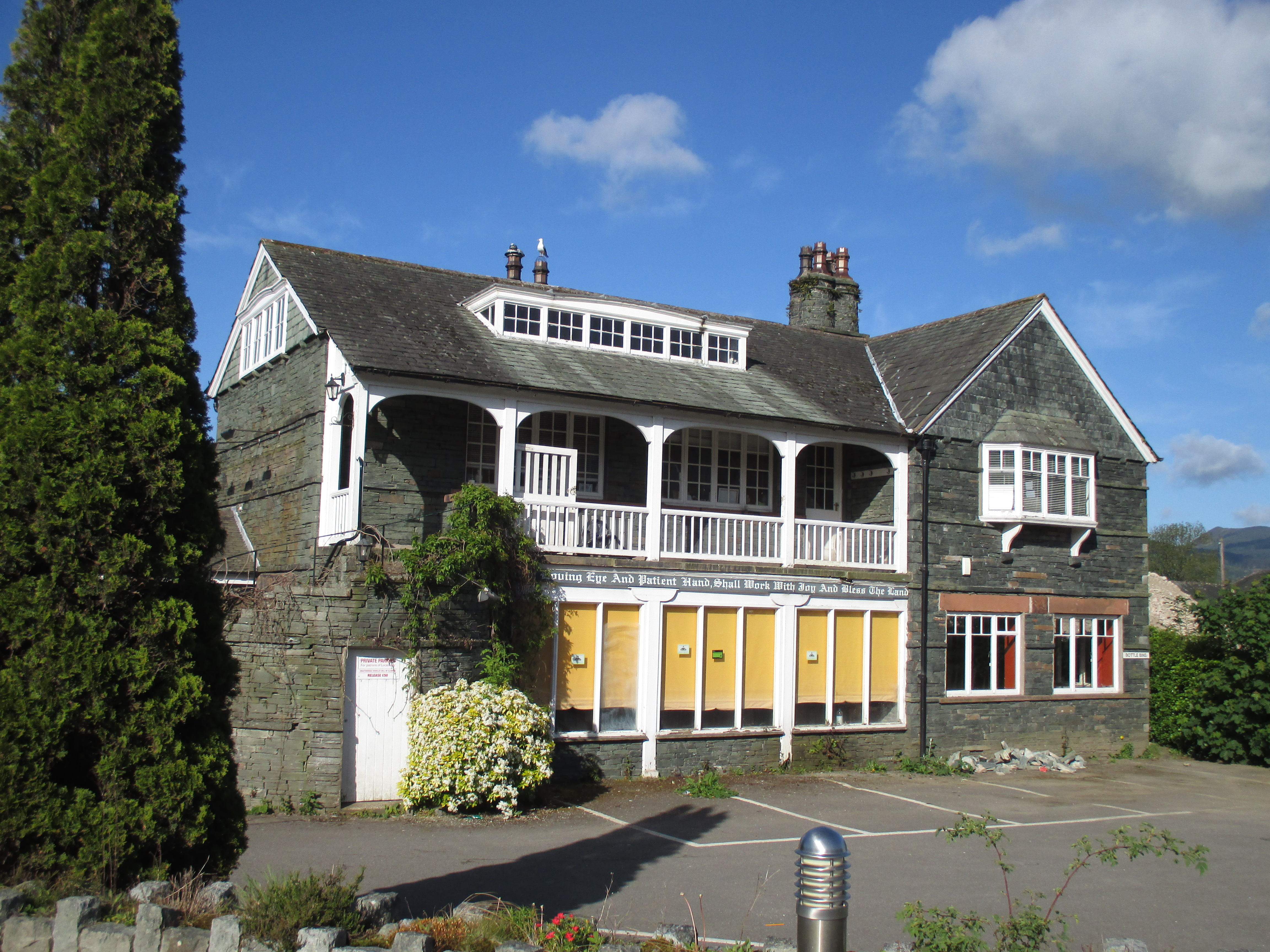
Siège de la Keswick School of Industrial Art de 1894 à 1984

En novembre 1884, Rawnsley et sa femme commencent à organiser des cours de ferronnerie et de Sculpture sur bois. Il y avait un chômage considérable à Keswick et dans les environs, en particulier pendant les mois d'hiver, et les Rawnsley cherchent à fournir un travail productif et satisfaisant.
Les cours, réservés aux hommes, se déroulent dans les salles paroissiales proches du centre-ville, sous la supervision d'Edith Rawnsley, assistée d'un designer local et d'un autre professionnel de la South Kensington School of Design . Cela conduit à la création de la Keswick School of Industrial Art. Elle prospère et acquiert rapidement une réputation dans la ferronnerie décorative en cuivre et en argent. En 1888, près de soixante-dix hommes assistent aux cours . En 1890, l'école expose à l'échelle nationale et remporte des prix . Pour accueillir le nombre accru d'étudiants, Rawnsley collecte des fonds pour une maison spécialement construite pour l'école, à côté de la rivière Greta. Elle ouvre en 1894 et en 1898 un chef à plein temps, Harold Stabler, est nommé, remplacé en 1900 par Herbert Maryon . L'école est principalement financée par la vente de ses produits et continue à fonctionner jusqu'en 1984 . Pour les femmes de Keswick et du district, les Rawnsley introduisent des cours de filage et de tissage, dirigés par Marion Twelves, une protégée de Ruskin . Rawnsley est fier qu'à la mort de Ruskin en 1900, le drap du cercueil ait été filé et tissé à la main à Keswick sous la direction de Twelves .
En 1887, Rawnsley relance la Keswick and District Footpath Preservation Society moribonde, dans le but principal d'empêcher les propriétaires fonciers de bloquer les droits de passage publics sur leurs terres. Le propriétaire de Fawe Park, Portinscale, l'a fait entre la rive de Derwentwater et les pentes de Catbells. Lorsque la discussion échoue, Rawnsley conduit des centaines de manifestants à démolir les barrières . Bott commente que ce différend suscite les passions locales, mais que la confrontation suivante entre Rawnsley et les propriétaires fonciers locaux a fait la une des journaux nationaux . Le propriétaire de Latrigg, une chute surplombant Keswick, tente de bloquer l'accès le long de deux chemins et défie les opposants de venir faire une intrusion, en vue de porter une plainte devant les tribunaux. Les barrières sont démolies et plus de 2 000 personnes marchent vers le sommet de Latrigg. L'affaire est jugée et un compromis est trouvé : un chemin reste fermé mais l'autre est reconnu comme un droit de passage public inaliénable .
En plus de son poste à Crosthwaite, Rawnsley est nommé chanoine honoraire de la cathédrale de Carlisle en 1891 . Au sein de sa paroisse, son intérêt pour l'éducation l'amène à jouer un rôle important dans la fondation de la Keswick High School, l'une des premières écoles secondaires mixtes du pays, qui ouvre ses portes en octobre 1898 . Il est président du conseil d'administration de l'école et le directeur de l'éducation de Cumberland le décrit comme "le véritable fondateur de la Keswick High School" . Pour Rawnsley, l'éducation ne concerne pas simplement les « trois R » de base ; elle doit également intégrer la culture, l'art, la conscience de la nature et la responsabilité envers tous les êtres vivants .

### Conseiller de comté
Des trois personnes qui fondent plus tard le National Trust, Rawnsley est le seul à s'être associé même vaguement à un mouvement politique partisan. Robert Hunter, en tant que fonctionnaire, n'est pas autorisé à le faire et Octavia Hill se méfie des gouvernements et des partis en général . Il y a deux principaux partis britanniques à l'époque : les conservateurs, considérés comme défendant les intérêts de l'aristocratie terrienne , et les libéraux, généralement plus favorables aux idées sur la protection de l'environnement et l'accès du public à la campagne . Lorsque le gouvernement local anglais est réorganisé à la fin des années 1880, Rawnsley se présente comme un libéral indépendant pour le nouveau conseil du comté de Cumberland en janvier 1889. Il est élu conseiller de Keswick.
Rawnsley devient président du comité des routes du conseil . Il s'oppose à la construction de routes au-dessus des cols lacustres, assure le contrôle de la pollution minière et promeut une signalisation adéquate des sentiers. En tant que conseiller, il est continuellement en désaccord avec l'industrie brassicole. Il déteste l'ivresse et s'oppose à ce qu'il considère comme un nombre excessif de débits de boissons et des réglementations indûment laxistes sur les licences d'alcool . Mais il n'a jamais été un prohibitionniste : après son retour d'une tournée des vignobles français, il écrit au Times pour protester contre la taxe britannique élevée sur l'importation de vin français, qu'il considère comme injuste et comme contribuant à la pauvreté rurale en France .
L'accent mis par Ruskin sur les compétences pratiques a une influence permanente sur Rawnsley et, en tant que conseiller de comté, il promeut une unité mobile d'hygiène laitière. Ses laiteries tirées par des chevaux parcourent les fermes et les villages, montrant comment produire du beurre et du fromage selon les normes les plus élevées. Griffiths commente que cela a non seulement amélioré la vie des ouvriers agricoles locaux, mais également conduit à une concurrence accrue contre les importations laitières danoises . Cette initiative se développe dans la Newton Rigg Farm School, près de Penrith, qui ouvre ses portes en 1896 et (en 2020) se poursuit sous le nom de Newton Rigg College . Rawnsley joue également un rôle déterminant dans la fondation d'un sanatorium pour les patients tuberculeux à Blencathra, à 900 pieds (275 m) au-dessus du niveau de la mer, où l'air de la montagne est considéré comme bénéfique ,. Son souci de la santé de la communauté l'incite à militer contre le pain blanc trop transformé, à encourager la course à pied et surtout à veiller à ce que les sentiers soient maintenus ouverts pour permettre la marche . Il perd son siège au conseil en 1895, le vote ayant probablement basculé sur des objections à sa position ferme sur les débits de boissons et les licences d'alcool.

### National Trust
En 1890, Rawnsley est convaincu que le moyen le plus sûr de protéger les terres pour le bien public n'est pas le lobbying ou la législation, mais la propriété . Il y a des cas où des personnes ont souhaité donner ou léguer des biens au public, mais il n'y avait pas d'organisme national approprié qui soit légalement capable de les posséder . En 1884, Hunter propose "la formation d'une société anonyme" pour détenir des propriétés "en vue de la protection de l'intérêt public dans les espaces ouverts du pays". Hill est en faveur de l'idée mais la Commons Preservation Society est contre, craignant qu'un tel organisme ne lui fasse concurrence pour obtenir le soutien du public et la proposition est laissée en suspens . En 1893, plusieurs propriétés importantes du Lake District sont mises en vente et Rawnsley se rend à Londres pour discuter avec Hunter et Hill de la manière dont les sites pourraient être acquis pour le public. Ils conviennent de relancer la proposition d'un trust national. Une réunion inaugurale est convoquée à Grosvenor House, Londres, en juillet 1894 ; Hunter et Rawnsley sont élus respectivement président et secrétaire . Le National Trust for Places of Historic Interest or Natural Beauty voit officiellement le jour en janvier 1895 .
Jusqu'à sa mort, Rawnsley est secrétaire honoraire du Trust. Il est responsable de la campagne visant à collecter les 6 500 £ nécessaires pour acheter Brandlehow Woods and Fell, une propriété de 105 acres, le premier achat du National Trust dans le Lake District . Il est à l'avant-garde des efforts pour acheter d'autres propriétés dans le Cumberland et le Westmorland : les 750 acres de Gowbarrow Fell à Ullswater (1906) ; une grande étendue à l'extrémité sud de Derwentwater en 1908, notamment une butte boisée donnée par les Rawnsley pour marquer leur 25e année dans le district (1908); de vastes exploitations à Borrowdale, notamment Bowder Stone (1910)  et le site du cercle de pierres de Castlerigg (1913) . Il est actif ailleurs dans le pays au nom du National Trust. Au moment de sa mort en 1920, la fiducie détient 994 domaines à travers l'Angleterre et le Pays de Galles, notamment Waggoners Wells, Hampshire, acquis à la mémoire de Hunter et Hydon's Ball, Surrey, à la mémoire de Hill .

### Dernières années
Rawnsley est un grand voyageur. Lui et sa femme font plusieurs randonnées pédestres et picturales dans les Alpes, visitent la Terre sainte et se rendent en Égypte lorsque leur fils y travaille dans l'équipe archéologique de William Matthew Flinders Petrie. Rawnsley publie des récits de ses voyages et des livres de poésie inspirés par eux. En 1896, il se rend en Russie en tant que correspondant de journal pour couvrir le couronnement de Nicolas II, et trois ans plus tard, il parcouru les États de l'est des États-Unis en tant qu'ambassadeur du National Trust.
Après le lancement du National Trust, Rawnsley continue à faire campagne sur d'autres questions. Il joue un rôle de premier plan dans l'érection de monuments à Wordsworth (Cockermouth, 1896), Caedmon (Whitby, 1896) et Bede (Monkwearmouth, 1903) . Il se tourne vers le cinéma, où il est fermement opposé à la représentation du sexe et de la violence. Son dégoût de l'indécence va jusqu'à une aversion pour les cartes postales coquines de bord de mer . Il encourage les jeunes à ne pas assister à des "films policiers sinistres au cinéma" et à se tourner plutôt vers des organisations saines telles que le YMCA, les scouts et les guides .
En 1898, Rawnsley se voit offrir l'évêché de Madagascar, mais le refuse, se sentant engagé dans son travail de conservation dans le Lake District et, à ce moment-là, dans de nombreuses autres parties de la campagne britannique. En 1909, il est nommé chanoine résident de la cathédrale de Carlisle et passe trois mois par an à l'enclos de la cathédrale.
Une controverse locale en 1911 fait l'actualité nationale, lorsque Rawnsley et Hunter s'opposent avec succès à la proposition du conseil de comté de démolir le pont médiéval de Portinscale sur la rivière Derwent près de St Kentigern et de le remplacer par une structure moderne. Les partisans d'un nouveau pont soutiennent que l'antiquité à elle seule ne justifie pas le maintien d'une ancienne structure: elle devait, selon eux, avoir des «associations historiques». Cet argument est largement ridiculisé et le conseil recule, poussé par Rawnsley, qui, avec le propriétaire de la propriété adjacente, propose de prendre en charge le coût de renforcement de l'ancien pont ,.
En 1912, Rawnsley est nommé au poste honorifique d'aumônier du roi  et il occupe le poste d'aumônier du régiment frontalier de la Force territoriale, avec le grade de colonel . Lorsque la Première Guerre mondiale éclate en 1914, il exhorte les jeunes hommes de Cumberland à se battre "pour la maison et l'Empire" . Parmi les volontaires se trouve son fils, Noel, qui survit à la guerre . La confiance de Rawnsley est ébranlée au fur et à mesure que la guerre avance et que les listes de victimes s'allongent de plus en plus . À la fin de la guerre, il est à l'avant-garde de l'organisation des célébrations de la paix .
En 1915, en vue d'une éventuelle retraite, Rawnsley achète Allan Bank, à Grasmere, une maison dans laquelle Wordsworth a vécu entre 1808 et 1811. Alors qu'il séjourne à Carlisle en décembre 1916, sa femme meurt à Crosthwaite d'un arrêt cardiaque provoqué par la grippe. Rawnsley, qui a également attrapé la grippe, est trop malade pour assister à ses funérailles . En son absence, le service est dirigé par l'évêque de Barrow-in-Furness, Campbell West-Watson .
Rawnsley se sent incapable de continuer sans l'aide d'Edith, et la semaine après Pâques 1917, il démissionne de St Kentigern's après 34 ans et se retire à Allan Bank . Il poursuit son action pour le National Trust et reste un chanoine actif de Carlisle . En 1918, il épouse Eleanor "Nellie" Foster Simpson, une amie de longue date, qui a été pendant quelques années sa secrétaire. Après le mariage, la lune de miel du couple consiste en une visite des propriétés du National Trust au Pays de Galles, un voyage qui est à la base du dernier livre de Rawnsley, une étude de treize des propriétés du Trust au Pays de Galles et dans le West Country .

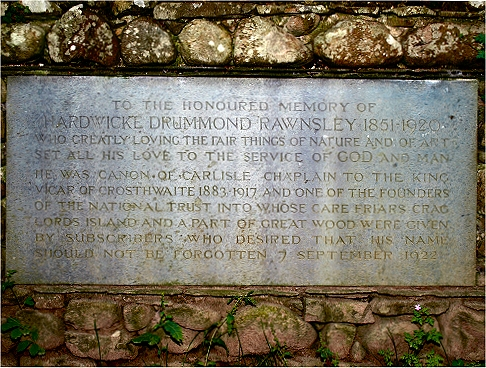
Mémorial à Rawnsley à Friar's Crag, Keswick

Rawnsley subit une crise cardiaque et est décédé à Allan Bank le 28 mai 1920, après une brève maladie. Il est enterré dans le cimetière de St Kentigern aux côtés d'Edith. Il lègue Allan Bank au National Trust, avec un bail à vie pour Eleanor, qui y vit jusqu'à sa mort en 1959 .

## Héritage
Dans sa notice nécrologique, le Times écrit qu '«il n'est pas exagéré de dire - et c'est beaucoup à dire de n'importe qui - que l'Angleterre serait un pays beaucoup plus terne et moins sain et heureux si [Rawnsley] n'avait pas vécu et travaillé."  Pour le commémorer, le National Trust lève des fonds peu après sa mort pour acheter Friars' Crag, Lord's Island et d'autres terres bordant Derwentwater. Une pierre commémorative est placée dans le mur le long du chemin allant des débarcadères de Keswick à la fin de Friars 'Crag . Eleanor Rawnsley écrit une biographie de son mari, publiée par son éditeur régulier, MacLehose, en 1923 .
Rawnsley a publié plus de quarante livres, certains sur des sujets religieux, beaucoup sur le thème du Lake District et, comme le dit l'Oxford Dictionary of National Biography, «en tant que poète mineur du lac, une vaste production de vers». Ses mémoires de Ruskin (1901) sont décrites par le New York Times comme "à bien des égards le meilleur volume [de] sa série de livres sur certains des aspects littéraires du Lake Country" .

### Livres de Rawnsley
| - Bristol Sonnets, Bristol, Hamilton, Adams, 1877 (OCLC 61607926, lire en ligne) - Sonnets at the English Lakes, London, Longmans Green, 1881 (OCLC 4008060, lire en ligne) - The Proposed Permanent Lake District Defence Society, Location unidentified, Cumberland Association for the Advancement of Literature and Science, 1883 (OCLC 644138522) - Christ For To-Day : International Sermons, London, Swan Sonnenschein, 1885 (OCLC 6653163) - Sonnets Round the Coast, London, Swan Sonnenschein, 1887 (OCLC 6548873, lire en ligne) - A Coach Drive at the Lakes, London, Smith, Elder, 1888 (OCLC 173298975) - Edward Thring Teacher and Poet, London, Fisher Unwin, 1889 (OCLC 504580484, lire en ligne) - Five Addresses on the Lives and Work of St Kentigern and St Herbert: Delivered in St Kentigern's Church, Crosthwaite, Carlisle, Thurnam, 1889 (OCLC 2522148) - Poems, Ballads, and Bucolics, London and New York, Macmillan, 1890 (OCLC 11339374, lire en ligne) - Notes for the Nile: Together With a Metrical Rendering of the Hymns of Ancient Egypt and of the Precepts of Ptah-Hotep, London, Heinemann, 1892 (OCLC 470045030, lire en ligne) - Valete: Tennyson and other memorial poems, Glasgow, MacLehose, 1893 (OCLC 963587042, lire en ligne) - Idylls and Lyrics of the Nile, London, Nutt, 1894 (OCLC 3192003, lire en ligne) - Literary Associations of English Lakes, Glasgow, MacLehose, 1894 (OCLC 23309467, lire en ligne) - Harvey Goodwin Bishop of Carlisle: A Biographical Memoir, London, John Murray, 1896 (OCLC 20378714, lire en ligne) - The Darkened West: An Appeal to England for Armenia, Keswick, Bakewell, 1896 (OCLC 28107603) - Ballads of Brave Deeds, London, Dent, 1896 (OCLC 9725182, lire en ligne) - The Revival of the Decorative Arts at Lucerne, Lucerne, Official General Enquiry Office, 1896 (OCLC 504580795) - The Sayings of Jesus: Six Village Sermons on a Papyrus Fragment Preached in St Kentigern's Church, Crosthwaite, Keswick, Glasgow, MacLehose, 1897 (OCLC 43141875) - Henry Whitehead, 1825–1896: A Memorial Sketch, Glasgow, MacLehose, 1898 (OCLC 20682779, lire en ligne) | - Life and Nature at the English Lakes, Glasgow, MacLehose, 1899 (OCLC 3716517, lire en ligne) - Sonnets in Switzerland and Italy, London, Dent, 1899 (OCLC 60224088, lire en ligne) - Ballads of the War, London, Dent, 1900 (OCLC 1118208561, lire en ligne) - Memories of the Tennysons, Glasgow, Glasgow University Press, 1900 (OCLC 247169898, lire en ligne) - Ruskin and the English Lakes, Glasgow, MacLehose, 1901 (OCLC 1122786, lire en ligne) - A Rambler's Note-book at the Lakes, Glasgow, MacLehose, 1902 (OCLC 62438846, lire en ligne) - The Story of Gough and his Dog on Helvellyn, Carlisle, Coward, 1902 (OCLC 40210593) - Lake Country Sketches, Glasgow, MacLehose, 1903 (OCLC 399981, lire en ligne) - Flower-time in the Oberland, Glasgow, MacLehose, 1904 (OCLC 1117898320, lire en ligne) - The Resurrection of the Oldest Egypt: Being the Story of Abydos as Told by the Discoveries of Dr. Petrie, Laleham, Middlesex, Beaver Press, 1904 (OCLC 700087805, lire en ligne) - Sacrum Commercium: The Converse of Francis and his Sons with Holy Poverty, London, Dent, 1904 (OCLC 782244674) (by Giovanni Parenti, translated and edited by Rawnsley) - The Venerable Bede: His Life and Work, Sunderland, Hills, 1904 (OCLC 6001065) - Months at the English Lakes, Glasgow, MacLehose, 1906 (OCLC 5590213, lire en ligne) - A Sonnet Chronicle 1900–1906, Glasgow, MacLehose, 1906 (OCLC 13312642) - Round the Lake Country, Glasgow, MacLehose, 1909 (OCLC 835758964, lire en ligne) - Poems at Home and Abroad, Glasgow, MacLehose, 1909 (OCLC 4542815, lire en ligne) - By Fell and Dale at the English Lakes, Glasgow, MacLehose, 1911 (OCLC 319508, lire en ligne) - The Book of Coronation Bonfires, Carlisle, Thurnham, 1911 (OCLC 314511792) - Chapters at the English Lakes, Glasgow, MacLehose, 1913 (OCLC 399983, lire en ligne) - The European War: Poems, London, Bennett, 1915 (OCLC 504580518) - Past and Present at the English Lakes, Glasgow, MacLehose, 1916 (OCLC 319514, lire en ligne) - A Nation's Heritage, London, Allen and Unwin, 1920 (OCLC 682274987, lire en ligne) |